# Aleksander Stanisław Potocki
Compléments
Le comte Aleksander Stanisław Potocki, né le 15 mai 1778 à Wilanów et mort le 26 mars 1845 à Varsovie, est un propriétaire foncier et homme politique polonais.

## Biographie
Issu de la famille noble des Potocki, il est le fils de Stanisław Kostka Potocki et d'Aleksandra Lubomirska.
Chambellan de Napoléon à l'époque du duché de Varsovie, il devient sénateur castellan en 1824 dans le nouveau royaume de Pologne (sous tutelle de la Russie) et est nommé chevalier de l'Ordre de l'Aigle blanc le 24 mai 1829.
Il ne participe pas à l'insurrection de 1830-1831, contrairement à d'autres membres de cette famille, notamment Alexandre Potocki (1798-1868).

### Mariage
En 1805, il épouse Anna Tyszkiewicz (Varsovie, 26 mars 1779 - Paris 8e, 16 août 1867), fille de Ludwick Tyszkiewicz et de Konstancja Poniatowska. 
Petite-fille de Casimir Poniatowski, elle est aussi la petite-nièce de Stanislas Auguste Poniatowski, roi Stanislas II de Pologne et grand-duc de Lituanie. 
En outre, elle est l'auteur de mémoires, qui ont été publiés en France en 1895.
De ce mariage, sont issus trois enfants :
- August Potocki (1806-1867), marié en 1840 avec Alexandra Potocka, sans enfant ;
- Natalia Potocka (1807-1830), mariée en 1829 avec le prince Roman Sanguszko, dont une fille ;
- Maurycy Potocki  (1812-1879).